# Salinas Pueblo Missions National Monument
Salinas Pueblo Missions National Monument ist eine Gedenkstätte vom Typ eines National Monuments im US-Bundesstaat New Mexico. Die Einrichtung besteht aus drei räumlich getrennten Teilen, die jeweils die Ruinen der Kirche einer Spanischen Mission aus dem frühen 17. Jahrhundert und die nur teilweise ausgegrabenen Pueblos der Indianer, die von den Spaniern missioniert werden sollten, bewahren.
Die Ruinen von Gran Quivira wurden bereits 1909 als Gran Quivira National Monument ausgewiesen, die beiden anderen Standorte Quarai und Abó in den 1930er Jahren zunächst als State Monuments des Bundesstaates New Mexico unter Schutz gestellt. Ab den 1940er Jahren wurde über eine Zusammenlegung unter Verwaltung des Bundes diskutiert, es dauerte jedoch bis 1981, bis die beiden Gedenkstätten des Bundesstaates in die des Bundes integriert und ebenfalls dem National Park Service unterstellt werden konnten. Am 28. Oktober 1988 wurde das National Monument auf den heutigen Namen umbenannt.

## Geschichte

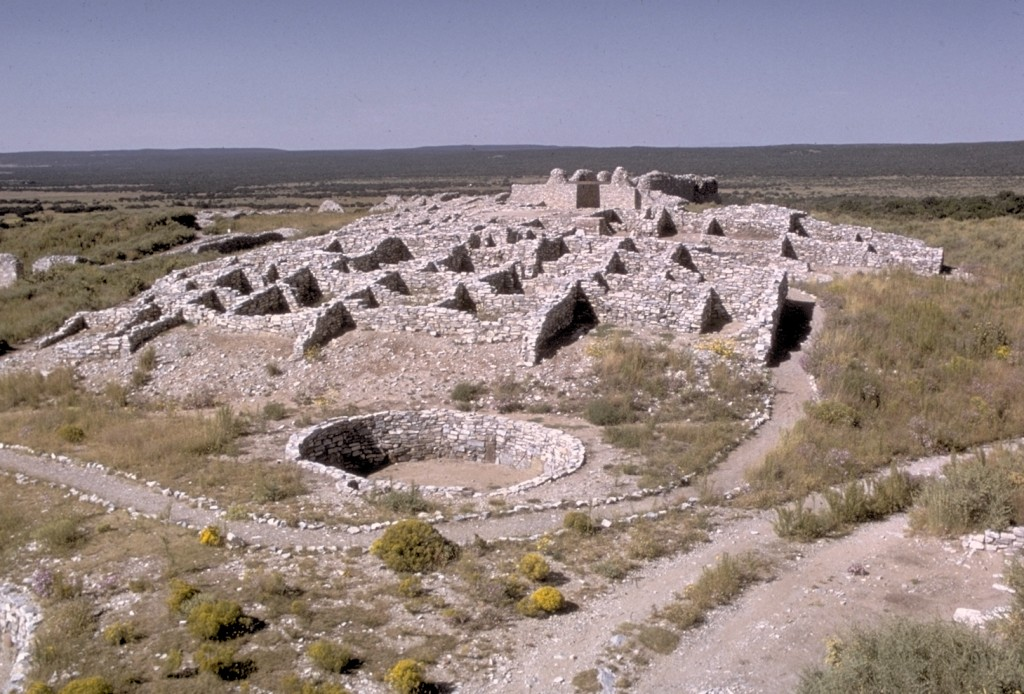
Pueblo von Grand Quivira, im Vordergrund eine Kiva im Hintergrund die Ruinen der Kirche San Buenaventura

Die Siedlungen liegen rund 40 Kilometer östlich des Rio Grande auf der Ostflanke der Manzano Mountains. Sie umrunden das abflusslose Estancia Becken nach dessen Salzseen die Region und die Siedlungen benannt sind. Die ältesten Spuren menschlicher Tätigkeit reichen bis 6000 v. Chr. zurück, dauerhafte Siedlungen lassen sich ab etwa dem Jahr 700 nachweisen. Es handelt sich um einfache Grubenhäuser, die bei Ausgrabungen der Jahre 1939/40 gefunden wurden. Ab dem 12. Jahrhundert kamen Pueblo-Bauten auf. Die Bewohner standen im Austausch mit benachbarten Siedlungsräumen im Four Corners-Gebiet und im frühen 14. Jahrhundert etablierte sich die Pueblo-Kultur, wie sie von den spanischen Conquistadores im 16. und 17. Jahrhundert vorgefunden wurde. Die Siedlungen wuchsen zu integrierten Bauwerken zusammen. Im Estancia-Gebiet erreichten neun von ihnen eine Größe, durch die sie bei der spanischen Kolonisation eine bedeutende Rolle spielten.

### Die Siedlungen
Von den drei erhaltenen Pueblos ist Abó das älteste, es geht bis etwa 1100 zurück. Der Bau liegt am Fuß der Manzano Mountains an einem Bach, der sich aus den Bergen speist. In unmittelbarer Nähe des Dorfes entspringen auch mehrere Quellen, von denen heute nur noch eine Wasser führt. Das Pueblo wurde zwischen 1200 und 1500 vielfach erweitert, rund um 1600 scheint aber nur noch der östliche Teil des Bauwerks, unmittelbar am Bach, bewohnt worden zu sein.
Quarai liegt nördlich von Abó Pueblo, ebenfalls am Fuß der Manzano Mountains und verfügt ebenfalls über ganzjährige Wasserquellen. Es wurde erst gegen 1300 begonnen und hatte möglicherweise anfangs einen runden Grundriss. Spätestens um 1500 wurde der aufgegeben und durch lineare Strukturen ersetzt. Die dreistückigen Bauten von Quarai Pueblo waren die erste Siedlung, die die Spanier bei ihrer Erkundung der Region erreichten. Der heutige Name ist vermutlich eine Ableitung der Eigenbezeichnung als Cuarac. 
Grand Quivira (abgel. von span. „La Gran Qivira“) war während der spanischen Kolonialzeit jedoch als „Pueblo de las Humanas“ bzw. „Las Humanas“ oder „Jumano Pueblo“ bekannt (was sich auf die gestreifte Gesichtsbemalung der Tompiro bezog) und mit ca. 3.000 die größte Tompiro-Siedlung und heute zugleich die südlichste der erhaltenen Siedlungen. Die Tompiro bezeichneten die Siedlung vermutlich Cueloze. Das Pueblo liegt im zu den Prärien offenen Süden des Beckens und war ein Zentrum des Salzhandels mit nomadischen Jumano am Zusammenfluss von Concho und Rio Grande sowie evtl. auch mit Jumano am Pecos River weiter im Osten und Norden auf den Südlichen Plains (vermutlich waren die Jumano die historischen Vorfahren der späteren Kiowa, den einzigen Plains-Indianern die ebenfalls eine Sprache der Kiowa-Tano-Sprachen benutzten). Sie ist nach dem mythischen Goldland Quivira benannt, das die Spanier in der Region suchten. Die Baugeschichte begann hier erst um 1300 mit zwei Siedlungen um runde Plätze, ein Typ, der auch in der Frijoles-Schlucht im Bandelier National Monument rund 130 km nördlich bei Los Alamos erhalten ist. Bereits um 1400 hatten die Bewohner die runden Bauten weitgehend aufgegeben und neue gestreckte Pueblos errichtet. Mitte des 16. Jahrhunderts wurde außer den neuen Bauten wohl wieder eine der runden Siedlungen genutzt.
Von den weiteren sechs Pueblos ist bei dreien ein Name aus spanischer Zeit bekannt: Chililí, Tajique, Tabirá (Pueblo Blanco). Drei weitere wurden erst in neuer Zeit benannt: LA 200, Pueblo Pardo, Pueblo Colorado. Quarai, Chililí und Tajique im Norden des Beckens sprachen Südliches Tiwa, die südlich gelegenen „Abó Pueblo“, „Tabirá Pueblo (Pueblo Blanco)“ und „Las Humanas/Jumano Pueblo“ sprachen Tompiro.

### Spanische Kolonisation
Francisco Vasquez de Coronado erforschte 1540–42 auf der Suche nach dem Gold von Eldorado und Quivira zwar den Rio Grande, kam aber nicht soweit an den Oberlauf und die Nebenflüsse, dass er das Salinas Becken erreicht hätte. Er hörte jedoch von Indianern über die Siedlungen. Dennoch dauerte es bis zum Winter 1581/82, bevor Capitano Francisco Sanchez Chamuscado und Frater Agustín Rodriguez von Norden in das Gebiet kamen und die Pueblos unterhalb der Manzana Berge besuchten. 1598 baute Don Juan de Oñate die erste dauerhafte spanische Siedlung in Nuevo Mexico. Er errichtete seine Hauptstadt beim heutigen Española und besuchte alle Pueblos der Region. Dort ließ er sich einen „Vertrag über Unterwerfung und Vasallentum“ unterschreiben und nahm so die Dörfer für den König von Spanien und das Vizekönigreich Neuspanien in Besitz. Ob die Pueblo-Indianer die Bedeutung der Erklärung kannten und ernst nahmen, wird bezweifelt.
Mit Don Oñate kamen Brüder vom Orden der Franziskaner (OFM) und errichteten Spanische Missionen in der ganzen Region. 1610 gründeten sie die Stadt Santa Fe, die sofort zur neuen Hauptstadt Nuevo Mexicos wurde. Im selben Jahr erreichten sie auch das Salinas Becken. Bis 1626 wurden dort fünf Missionen errichtet, die vier anderen Pueblos wurden von einem regelmäßigen Besuchsdienst der Padres abgedeckt.
Große Flächen wurden von spanischen Farmern in Anspruch genommen, die teilweise durch eigene Arbeit, teilweise unter Verpflichtung der Indianer Lebensmittel und Baumwolle anbauten. Die klimatischen Bedingungen speziell im Salinas Becken waren ungünstig und nur wenige der Farmen waren längere Zeit erfolgreich.
Sowohl die zivile und militärische Verwaltung unter dem spanischen Gouverneur als auch die Kirche hatten weitgehende Autorität und ihre Zuständigkeiten waren nur ungenügend abgegrenzt. Unter dem Encomienda-System wurden die indianischen Dörfer besteuert. Nach dem parallelen Repartimiento konnten sie zu Arbeitsleistung verpflichtet werden, formal nur gegen Bezahlung, in der Realität blieb diese oft aus. Das Salinas Becken war zu arm und zu unfruchtbar, um größere Aufmerksamkeit auf sich zu ziehen.
In den 1660er Jahren wurden die Missionare aufgestockt und Kirchen und conventos genannten Klöster der Franziskaner wieder ausgebaut. Die neuen Bauten waren gewaltige Symbole für den Anspruch der Kirche.

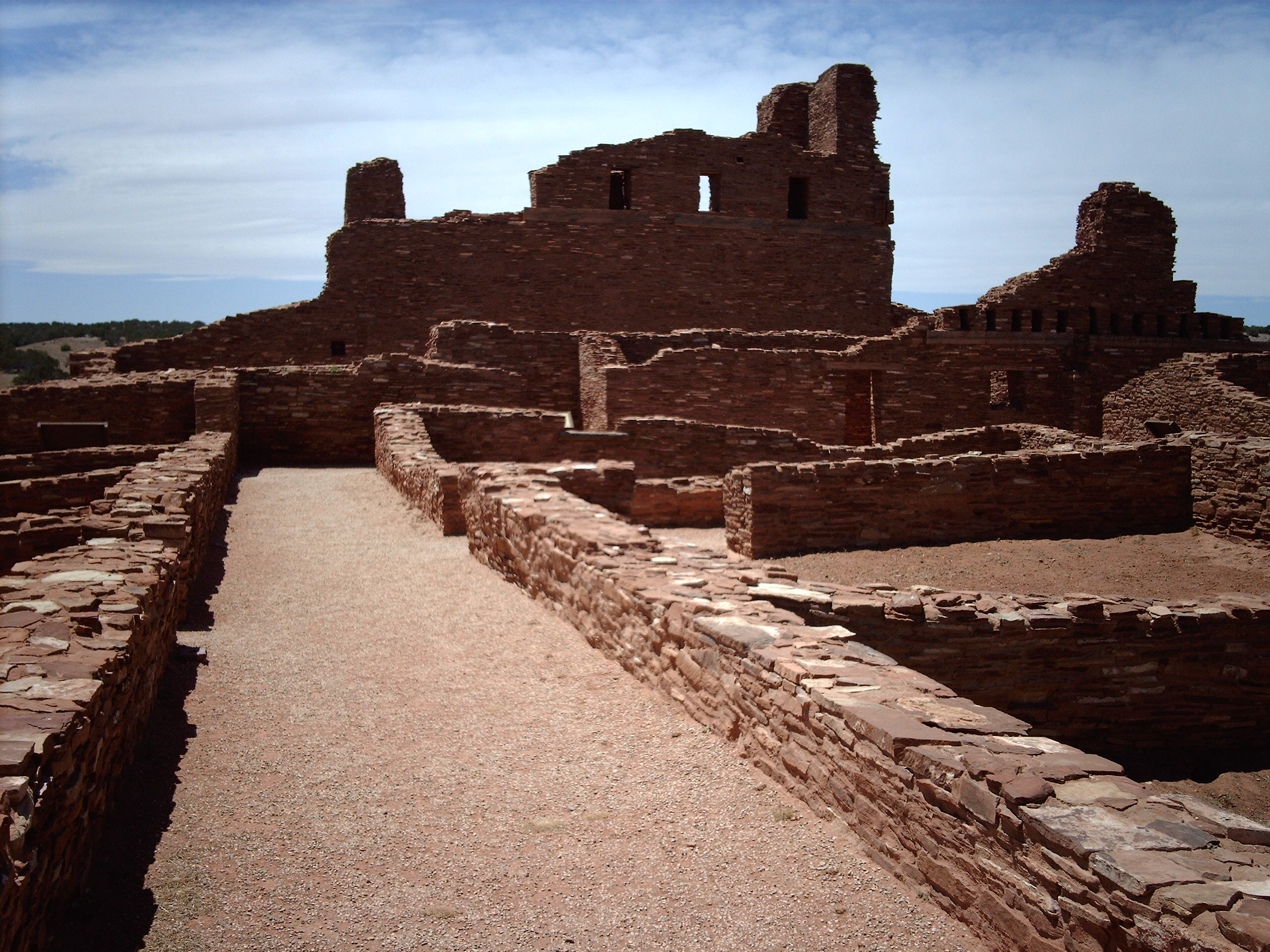
Die Ruinen von Abó
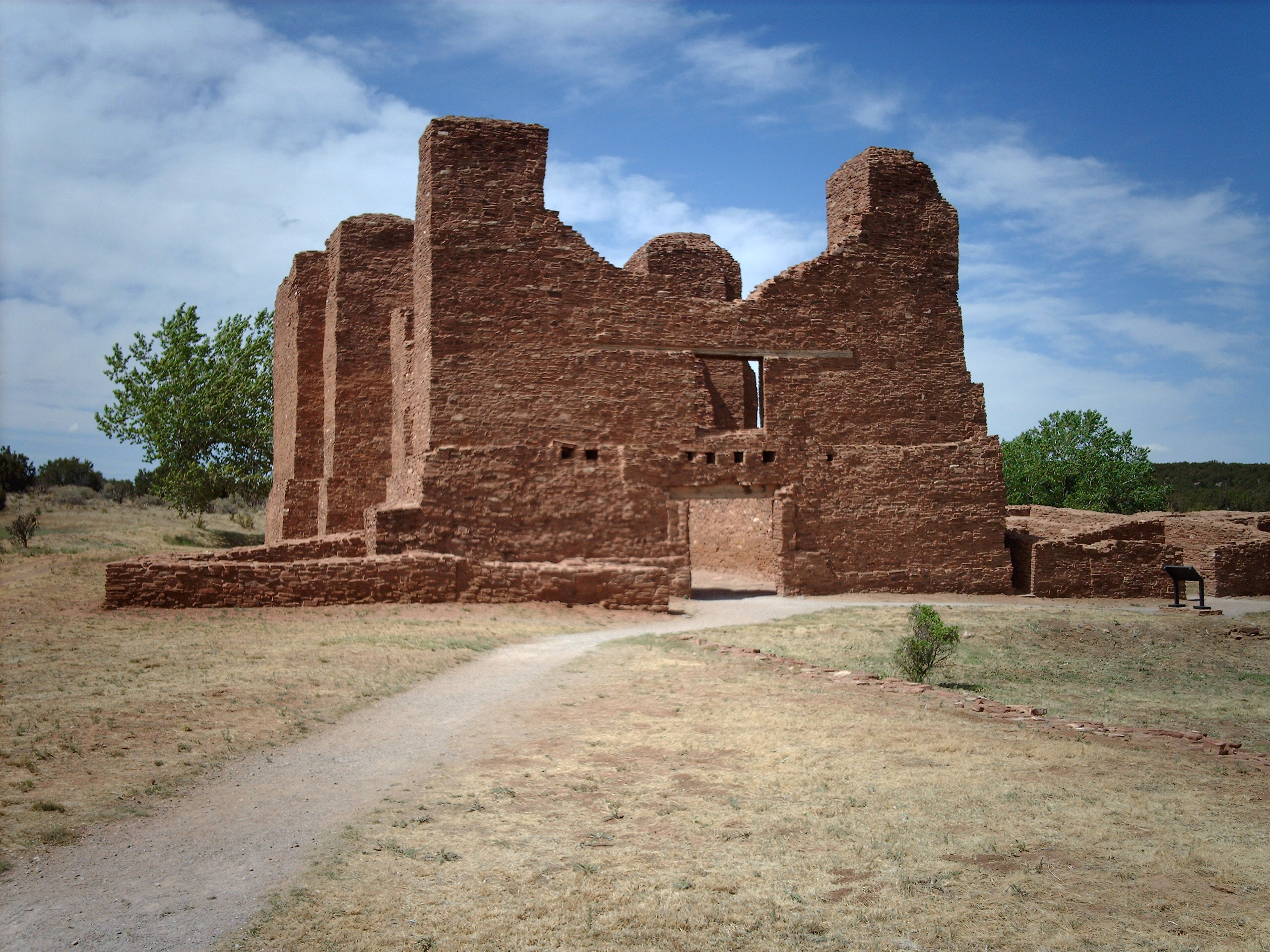
Die Ruinen von Quarai
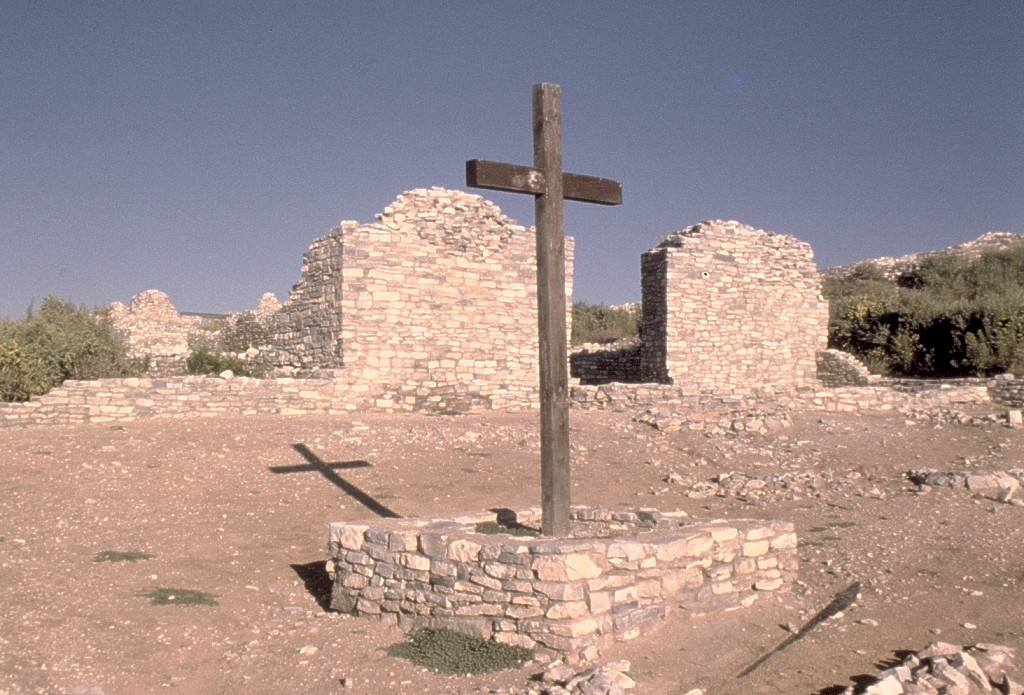
Die Ruinen von Grand Quivira

- In Abó wurde die Kirche San Gregorio mit angrenzendem Konvent umgebaut und vergrößert. Das Kirchenschiff hatte vorher eine Länge von etwa 20 m, der Kreuzgang des Konvents maß zirka 15 × 15 m. Der Chorraum der Kirche wurde nun ausgebaut und verlängert, so dass das Schiff nunmehr fast 35 m maß. Zwei Seitenaltäre wurden angelegt und eine großzügige Sakristei angebaut. In einem weiteren Bauabschnitt wurde die Grundfläche des Konventes fast verdoppelt. Der frühere seitlich gelegene Hof wurde nahezu vollständig umbaut.

- Bei Kirche und Konvent Purisima Conception („zur reinsten Empfängnis“) in Quarai wichen die Baumeister vom Grundmuster der Missionen ab. Statt alle Räume auf den Kreuzgang zu öffnen, bauten sie einen gesonderten Block mit den Mönchszellen, der über einen eigenen Korridor erschlossen wurde. Die Umbauten der 1660er Jahre waren hier nur gering. Im äußeren Hof wurden Nebenräume errichtet und die Sakristei geringfügig umgebaut.

- Grand Quivira (oder Las Humanas) war nach einem provisorischen Beginn in den 1630er Jahren zunächst auf eine Kirche für Visita, Besuche eines Paters aus dem Konvent eines Nachbardorfes, herabgestuft worden. Ihr Bauplan hielt sich an das Grundmuster, wurde jedoch aufgrund örtlicher Bedingungen spiegelbildlich angelegt und nie vollendet. Neben der kleinen ersten Kirche, heute als San Isidro bezeichnet, wurde beim Ausbau der Missionen ein eigener Konvent namens San Buenaventura angelegt und bis 1667 in mehreren Bauphasen erweitert, dessen gleichnamige Kirche jedoch nie fertiggestellt wurde. Schon 1670 wurden das Pueblo, der Konvent und die Kirche bei einem Überfall der Apachen teilweise niedergebrannt und anschließend aufgegeben. Eine dritte, kleine und wohl nur kurzzeitig genutzte Kirche wurde bei Ausgrabungen 1965–68 in den Ruinen des Pueblos entdeckt.

### Zusammenbruch
Mitte der 1660er Jahre setzte eine langandauernde Dürrephase im nördlichen Mexiko ein, die vielfältige Konflikte auslöste. Zur Nahrungsmittelknappheit und der mangelnden Rentabilität der spanischen Farmen kamen Überfälle benachbarter, überwiegend nicht-sesshafter Indianervölker auf die Pueblosiedlungen. Auch kleinere Aufstände der Pueblo-Indianer gegen die spanische Verwaltung kamen vor.
Um 1670 wurde über einen Rückzug der Missionen aus zumindest einigen der Siedlungen diskutiert, aber damit wären die Kontrolle und nicht zuletzt die Steuereinnahmen aufgegeben worden. 1671/72 eskalierte die Situation, als die Kirche in mehreren Pueblos Nahrungsmittel verteilen musste, da die Siedlungen sich wegen der Trockenheit nicht einmal mehr selbst versorgen konnte. Die enge Verflechtung von Kirche und Staat zeigt sich daran, dass zu diesem Zweck ein Militärposten in Abó stationiert wurde, obwohl die zu verteilenden Güter aus den Speichern der Missionen in ganz Nuevo Mexico stammten. Natürlich mussten auch die Soldaten aus den Vorräten verpflegt werden.
Grand Quivira wurde bereits 1670 von Apachen niedergebrannt und nicht wieder aufgebaut, Abó bestand noch bis 1673 und Quarai musst um den Jahreswechsel 1676/77 aufgegeben werden, die christliche Bevölkerung (Spanier und einige Mestizen und assimilierte Indianer) zogen nach Tajique weiter nördlich. Auch dieser Ort musste nur einige Monate später aufgeben werden, als Nahrungsmittellieferungen des Vizekönigs aus Mexiko-Stadt nicht rechtzeitig eintrafen. 1678 versuchten zweihundert Familien christianisierter Indianer und eine kleine Garnison noch einmal, Tajique zu besiedeln. Sie scheiterten aber entweder bereits im folgenden Jahr oder beim Pueblo-Aufstand 1680.
Zwischen 1676 und 1680 stellte das Vizekönigreich auf persönliche und immer dringender werdende Initiative des Gouverneurs von Nuevo Mexico und des Franziskaner-Fraters Francisco de Ayeta drei Versorgungszüge für die hungernde Provinz, dann war die Hilfsbereitschaft erschöpft. Auch ausreichend Militär für den Schutz der Siedlungen gegen die Überfälle der Apachen wurde nicht mehr in den Norden entsandt. 1680 richtete die Kirche eine Petition an König Karl II. von Spanien, der Unterstützung zusicherte. Doch dafür war es bereits zu spät. Nicht nur die Missionen und spanischen Siedlungen im Salinas Becken waren bereits aufgegeben worden, auch die Verwaltungsstrukturen der ganzen Provinz Nuevo Mexico brachen zusammen, bis sie 1692 im kleineren Rahmen wieder aufgenommen wurden.
Die indianischen Siedlungen litten unter einem starken Bevölkerungsrückgang, genaue Zahlen lassen nicht jedoch nicht abschätzen. Sie nutzten weiterhin die landwirtschaftlichen Techniken, die die Spanier mitgebracht hatten, sowie einige ihrer Werkzeuge, die sie im Rahmen eines sporadischen Tauschhandels erwarben. Im 18. Jahrhundert kamen nur gelegentlich Spanier durch die abgelegenen und unfruchtbare Region, zwischen 1762 und 1776 befand sich ein kleiner Stützpunkt der Armee im Süden des Gebietes.
Erst ab etwa 1800 siedelten sich wieder Spanier im Salinas Becken an. Abó und Quarai wurden wegen der Quellen und der günstigen Lage unter den Bergen als erste Orte wieder aufgebaut. Sie waren aber auch der weiterhin bestehenden Bedrohung durch die Prärie-Indianer stärker ausgesetzt als die Siedlungen weiter im Norden. Deshalb konnten sich die Spanier dort nicht halten, während Tajique und Torreon langsam wuchsen. Grand Quivira lag zu weit im Süden und litt unter dem ständigen Wassermangel, so dass die Spanier an diesem Ort kein Interesse mehr zeigten. So blieben die Ruinen der drei Kirchen, Konvente und Pueblos weitgehend erhalten. Erst 1865 wurde Abó im kleinen Rahmen durch eine einzelne Farmerfamilie noch einmal besiedelt.

## Das National Monument heute

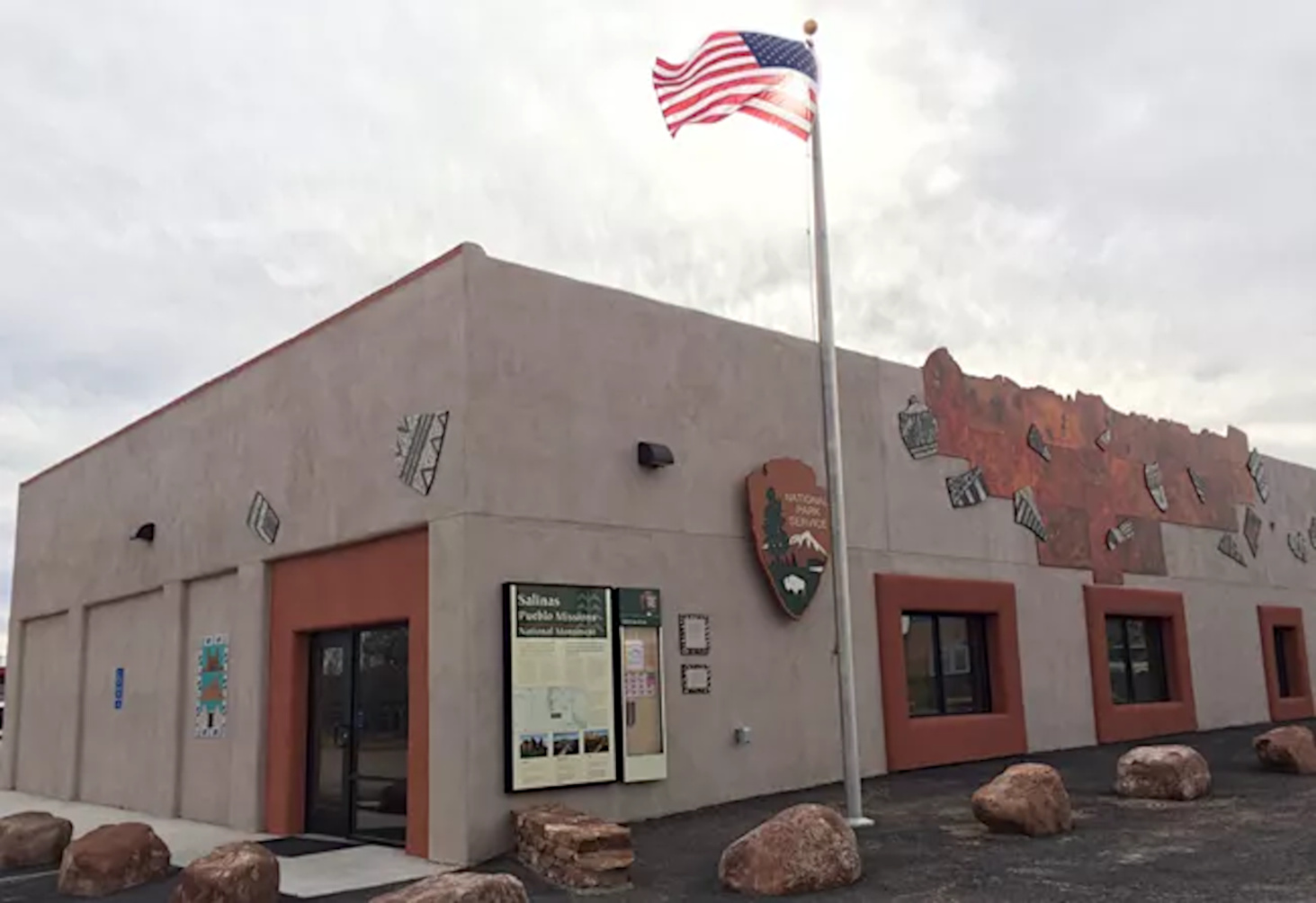
Besucherzentrum des Salinas Pueblo Mission National Monument in Mountainair, NM

1848 wurde Nuevo Mexico nach dem Mexikanisch-Amerikanischen Krieg als New Mexico Teil der Vereinigten Staaten, amerikanische Siedler, Händler, Soldaten und Abenteurer zogen durch die Region und brachten Berichte, sowie Ende des Jahrhunderts Photographien der imposanten Ruinen mit. 1909 wurde Grand Quivira als National Monument ausgewiesen, in den 1930er Jahren stellte der Bundesstaat New Mexico die Ruinen von Abó und Quarai unter Schutz. Im selben Jahrzehnt begannen ausführliche archäologische Untersuchungen und Stabilisierungen der Ruinen.
1981 wurden alle drei Ruinen zusammengefasst und unter die Verwaltung der Bundesregierung gestellt, 1988 das Schutzgebiet in Salinas Pueblo Missions National Monument umbenannt. Besucher können in allen drei Teilen die jeweiligen Ruinen besuchen, das zentrale Besucherzentrum in Mountainair zeigt in einem Museum die Geschichte der Indianer, der Spanier und der ersten amerikanischen Siedler im Gebiet.